# هوهنتسیریتس
هوهنتسیریتس (به آلمانی: Hohenzieritz) یک شهر در آلمان است که در Mecklenburgische Seenplatte District واقع شده‌است. هوهنتسیریتس  ۵۵۳ نفر جمعیت دارد.